# Casimir Reuterskiöld (1810–1886)
Casimir Carl Oskar Reuterskiöld, född 13 september 1810 på Öresten i Örby socken, Älvsborgs län, död 9 januari 1886 i Lund, var en svensk militär.
Casimir Reuterskiöld var son till generallöjtnant Casimir Reuterskiöld och Henriette Löfman. Han blev student vid Uppsala universitet 1829, disputerade pro exercitio 1830, blev filosofie kandidat 1833, disputerade pro gradu samma år och promoverades till filosofie magister. Reuterskiöld blev fänrik vid Älvsborgs regemente 1833, löjtnant 1837, generalstabsofficer 1838 och utexaminerades från Chalmerska institutet i Göteborg 1841. Han blev regementskvartermästare vid Västgöta-Dals regemente 1843, kapten i regementet 1848 och vid regementet 1854, major i armén 1858 samt överstelöjtnant och premiärmajor vid Norra skånska infanteriregementet 1860. Reuterskiöld blev överste i armén 1867 och var chef för Norra skånska infanteriregementet 1872–1875. Han promoverades 1883 till jubeldoktor vid Uppsala universitet. Reuterskiöld blev 1860 riddare och 1874 kommendör av första klass av Svärdsorden.